# Sambavar Vadagarai
Sambavar Vadagarai é uma panchayat (vila) no distrito de Tirunelveli, no estado indiano de Tamil Nadu.

## Demografia
Segundo o censo de 2001,  Sambavar Vadagarai  tinha uma população de 14,438 habitantes. Os indivíduos do sexo masculino constituem 49% da população e os do sexo feminino 51%. Sambavar Vadagarai tem uma taxa de literacia de 54%, inferior à média nacional de 59.5%: a literacia no sexo masculino é de 65% e no sexo feminino é de 44%. Em Sambavar Vadagarai, 12% da população está abaixo dos 6 anos de idade.